# Gaetano Quartararo
Gaetano Quartararo conosciuto anche come Gaetano Quarta e Gay Quarta (...) è un attore, sceneggiatore e regista italiano.

## Biografia
Quartararo ha recitato dal 1950 al 1973 in diversi ruoli minori, il più importante dei quali è stato quello di Midollo nel 1963 in Omicron, diretto da Ugo Gregoretti. Ha anche lavorato nei fotoromanzi, interpretando tra gli altri "Aiutami, signore!" con Francesco Mulè, Anna Maria Olivieri, Olga Solbelli ("Super Costa Azzurra" n.26, febbraio 1964).
Nel 1968 scrisse e produsse il film Colpo sensazionale al servizio del Sifar, diretto da José Luis Merino. L'anno successivo realizzò il film di guerra Ora X - pattuglia suicida.

## Filmografia

### Attore

#### Cinema
- Il brigante Musolino, regia di Mario Camerini (1950)
- Letto di sabbia, regia di Albino Principe (1962)
- Il gladiatore di Roma, regia di Mario Costa (1962) - non accreditato
- Rocambole, regia di Bernard Borderie (1963)
- Maciste, l'eroe più grande del mondo, regia di Michele Lupo (1963) - non accreditato
- Omicron, regia di Ugo Gregoretti (1963)
- Coriolano, eroe senza patria, regia di Giorgio Ferroni (1964)
- La rivolta dei sette, regia di Alberto De Martino (1964)
- Il colosso di Roma, regia di Giorgio Ferroni (1964)
- Il trionfo di Ercole, regia di Alberto De Martino (1964)
- Ursus, il terrore dei kirghisi, regia di Antonio Margheriti (1964)
- L'amore primitivo, regia di Luigi Scattini (1964)
- Intrigo a Los Angeles, regia di Romano Ferrara (1964)
- Jim il primo, regia di Sergio Bergonzelli (1964)
- I tre centurioni, regia di Roberto Mauri (1964)
- Superseven chiama Cairo, regia di Umberto Lenzi (1965)
- Le spie uccidono in silenzio, regia di Mario Caiano (1966)
- Le spie amano i fiori, regia di Umberto Lenzi (1966)
- Mister X, regia di Piero Vivarelli (1967)
- Satanik, regia di Piero Vivarelli (1968)
- Colpo sensazionale al servizio del Sifar, regia di José Luis Merino (1968)
- Baciamo le mani, regia di Vittorio Schiraldi (1973)

#### Televisione
- Più rosa che giallo – serie TV, episodi 1x5 (1962)
- Il mondo è una prigione, regia di Vittorio Cottafavi – film TV (1962)
- Una tragedia americana – miniserie TV, episodi 1x5-1x6 (1962)
- I miserabili – serie TV, episodi 1x9 (1964)
- Il triangolo rosso – serie TV, episodi 1x2 (1967)

### Regista
- Ora X - Pattuglia suicida (1969)